# Mussaenda forbesii
Mussaenda forbesii är en måreväxtart som beskrevs av Herbert Fuller Wernham och Spencer Le Marchant Moore. Mussaenda forbesii ingår i släktet Mussaenda och familjen måreväxter. Inga underarter finns listade i Catalogue of Life.